# CIITA
O CIITA é um gene humano que codifica uma proteína chamada transativador do principal complexo de histocompatibilidade de classe II. Mutações nesse gene são responsáveis pela síndrome dos linfócitos nus, na qual o sistema imunológico está seriamente comprometido e não pode combater efetivamente a infecção. O rearranjo cromossômico do CIITA está envolvido na patogênese do linfoma de Hodgkin e linfoma primário do mediastino de células B.

## Função
O RNAm do CIITA só pode ser detectado em linhas de células e tecidos positivos para a classe II do sistema de antígeno leucocitário humano (ALH). Esta distribuição de tecido altamente restrita sugere que a expressão dos genes ALH classe II está em grande parte sob o controle de CIITA. No entanto, o CIITA não parece se ligar diretamente ao DNA. Em vez disso, o CIITA funciona através da ativação do fator de transcrição RFX5. Portanto, o CIITA é classificado como um coativador de transcrição.
A proteína CIITA contém um domínio de ativação transcricional ácido, 4 LRRs (repetições ricas em leucina) e um domínio de ligação a GTP. A proteína usa a ligação GTP para facilitar seu próprio transporte para o núcleo. Uma vez no núcleo, a proteína atua como um regulador positivo da transcrição de genes do complexo principal de histocompatibilidade classe II e é freqüentemente referida como o "fator de controle principal" para a expressão desses genes.

## Interações
Foi demonstrado que o CIITA interage com:
- MAPK1,[12]
- Coativador de receptores nucleares 1,[13]
- RFX5,[7][14]
- RFXANK,[14][15]
- XPO1[12][16]
- ZXDC.[17][18]